# Trojka
Trojka (:3, antes STV3) fue un canal de televisión eslovaco controlado por RTVS.

## Historia
El canal inició emisiones como STV3 el 8 de agosto de 2008, coincidiendo con los Juegos Olímpicos de Pekín de dicho año. Nació con la finalidad de ser el canal deportivo de Slovenská televízia, quien controló el canal hasta el 2011, cuando se produjo la fusión entre STV y Slovenský rozhlas, naciendo RTVS.
Sin embargo, tras los problemas financieros de RTVS, el canal cesó sus emisiones el 30 de junio de 2011.
Se relanzó el 22 de diciembre de 2019 con una imagen corporativa actualizada, cambiando su nombre a Trojka. La programación también se modificó, pasando de un canal deportivo a ser un canal con programación de archivo de RTVS, STV y ČST, emitiendo en SD y HD.
El 11 de mayo de 2020 se redujo la programación del canal, pasando de emitir las 24 horas del día a 18 horas, cancelando las reposiciones nocturnas en la franja entre 0:00 y 6:00 horas.
El 28 de febrero de 2022 el canal volvió a cesar emisiones, siendo reemplazado por :24, debido a la necesidad de RTVS de cubrir la invasión rusa a Ucrania.
Las emisiones se retomaron de forma independiente el 10 de junio de 2022. Sin embargo, RTVS anunció en septiembre de 2022 el cierre del canal para el 30 de noviembre debido a recortes presupuestarios. Trojka fue el canal que menos dinero recibió de todos los canales de RTVS. Sus costes operativos anuales se estimaron en 2 millones de euros. También se planeaba el cierre de su homólogo checo, ČT3, cuyos costes operativos duplicaron los de Trojka (4 millones de euros). RTVS estaba delineando planes para el futuro de sus presentadores, programas e importaciones. 
Finalmente el canal cesó sus emisiones el 30 de noviembre de 2022. Tras el final del programa Štedrý deň a las 00:00 del 1 de diciembre, el canal dejó de emitirse. Días después, RTVS eliminó el teletexto del canal. Los espectadores que acceden al canal a día de hoy ven una pantalla con el logotipo de Trojka a la izquierda y el texto a la derecha que dice lo siguiente:
"Programová služba Trojka ukončila vysielanie 30. novembra 2022. Ďakujeme za vašu priazeň. Viac informácií nájdete na www.rtvs.sk.
El servicio de programación Trojka finalizó sus transmisiones el 30 de noviembre de 2022. Gracias por su atención. Puede encontrar más información en www.rtvs.sk."

## Imagen corporativa

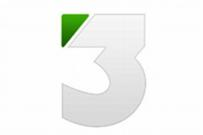
2008 - 2011
2019 - 2022